# تپه چمن آلتی
تپه چمن آلتی مربوط به دوره اشکانیان و دوره ساسانیان است و در شهرستان میانه، بخش ترکمن چای، دهستان بروانان شرقی، ۱ کیلومتری جنوب روستای حلمسی واقع شده و این اثر در تاریخ ۲۷ آبان ۱۳۸۶ با شمارهٔ ثبت ۲۰۱۷۹ به‌عنوان یکی از آثار ملی ایران به ثبت رسیده است.